# Dirty Window
«Dirty Window» es la cuarta canción del octavo álbum de estudio St. Anger de la banda de heavy metal Metallica. No fue lanzada como sencillo

## Créditos
- James Hetfield: voz, guitarra
- Kirk Hammett: guitarra
- Bob Rock: bajo eléctrico (solo estudio)
- Lars Ulrich: batería, percusión

- Datos: Q5808173